# Supercopa dos Países Baixos de 2017
A Supercopa dos Países Baixos 2017 ou Johan Cruijff Schaal foi a 28ª edição do torneio, disputada em partida única entre o Campeão Neerlandês 2016–17 (Feyenoord) e o Campeão da Copa dos Países Baixos 2016–17 (Vitesse).

## Participantes
| Equipe    | Classificação                             |
| --------- | ----------------------------------------- |
| Feyenoord | Campeão Eredivisie de 2016–17             |
| Vitesse   | Campeão Copa dos Países Baixos de 2016–17 |

## Partida
| 5 de agosto de 2017 | Feyenoord    | 1 – 1 | Vitesse           | De Kuip, Roterdão                           |
| 18:00               | Toornstra 7' |       | Büttner 58' (pen) | Público: 47 500 Árbitro: NED Danny Makkelie |

|                                             |       | Penalidades                 |  |
| Van der Heijden Boëtius Toornstra Jørgensen | 4 – 2 | Matavž Rashica Foor Colkett |  |

## Campeão
| Supercopa dos Países Baixos de 2017 |
| ----------------------------------- |
| FEYENOORD 3° titulo                 |